# LFF-stadion
Het LFF-stadion (Litouws: Lietuvos Futbolo Federacijos Stadionas), voorheen Vėtrastadion (Litouws: Vėtra Stadionas), is een voetbalstadion in de Litouwse hoofdstad Vilnius, dat plaats biedt aan 5.067 toeschouwers. De vaste bespelers van het stadion zijn FK Žalgiris en FK Riteriai, maar ook de Litouwse nationale ploeg speelt er haar interlands. Het stadion is vernoemd naar de Litouwse voetbalbond, de Lietuvos Futbolo Federacija (LFF).

## Geschiedenis
Het stadion werd geopend in 2004 en had toen plaats voor zo'n 3.000 supporters. In 2005 kwam de zuidtribune gereed en bereikte het stadion een capaciteit van 5.422 toeschouwers. Het stadion was toen in het bezit van hun bespeler, FK Vėtra. Het stadion heette toen ook nog het Vėtrastadion. Toen Vėtra in 2010 failliet werd verklaard, kocht de Litouwse voetbalbond LFF het stadion van de bank. Daarna onderging het stadion een grote renovatie, zodat het voldeed aan UEFA-standaarden en de nationale ploeg er haar thuiswedstrijden kon gaan spelen. Het hoofdkantoor van de LFF werd ook naar het stadion verplaatst, zodoende werd het stadion ook vernoemd naar de bond. De capaciteit werd teruggeschroefd naar de huidige 5.067 en het slechte grasveld werd vervangen door een kunstgrasveld. Ook de club FK Žalgiris (toen nog VMFD Žalgiris genaamd) nam hun intrek in het stadion. In 2014 volgde voetbalclub FK Riteriai. In 2015 werd het stadion verder onder handen genomen met een gemoderniseerde lichtinstallatie, een beter veld en een scorebord. In 2020 werd er opnieuw een nieuw veld aangelegd.

## Interlands
| 1                               | 17 augustus 2005  | Litouwen – Wit-Rusland       | 1 – 0 | Vriendschappelijk    | 2.500 |
| 2                               | 7 september 2005  | Litouwen – Bosnië en Herz.   | 0 – 1 | WK 2006 kwalificatie | 5.000 |
| 3                               | 8 oktober 2005    | Litouwen – Servië en Monten. | 0 – 2 | WK 2006 kwalificatie | 1.500 |
| 4                               | 12 oktober 2005   | Litouwen – België            | 1 – 1 | WK 2006 kwalificatie | 1.500 |
| 5                               | 26 maart 2008     | Litouwen – Azerbeidzjan      | 1 – 0 | Vriendschappelijk    | 1.000 |
| 6                               | 7 september 2012  | Litouwen – Slowakije         | 1 – 1 | WK 2014 kwalificatie | 4.200 |
| 7                               | 7 juni 2013       | Litouwen – Griekenland       | 0 – 1 | WK 2014 kwalificatie | 4.500 |
| 8                               | 11 oktober 2013   | Litouwen – Letland           | 2 – 0 | WK 2014 kwalificatie | 2.900 |
| 9                               | 9 oktober 2014    | Litouwen – Estland           | 1 – 0 | EK 2016 kwalificatie | 4.780 |
| 10                              | 12 oktober 2014   | Litouwen – Slovenië          | 0 – 2 | EK 2016 kwalificatie | 4.500 |
| 11                              | 14 juni 2015      | Litouwen – Zwitserland       | 1 – 2 | EK 2016 kwalificatie | 5.000 |
| 12                              | 8 september 2015  | Litouwen – San Marino        | 2 – 1 | EK 2016 kwalificatie | 3.400 |
| 13                              | 12 oktober 2015   | Litouwen – Engeland          | 0 – 3 | EK 2016 kwalificatie | 5.051 |
| 14                              | 4 september 2016  | Litouwen – Slovenië          | 2 – 2 | WK 2018 kwalificatie | 4.114 |
| 15                              | 11 oktober 2016   | Litouwen – Malta             | 2 – 0 | WK 2018 kwalificatie | 5.067 |
| 16                              | 10 juni 2017      | Litouwen – Slowakije         | 1 – 2 | WK 2018 kwalificatie | 4.083 |
| 17                              | 1 september 2017  | Litouwen – Schotland         | 0 – 3 | WK 2018 kwalificatie | 5.067 |
| 18                              | 8 oktober 2017    | Litouwen – Engeland          | 0 – 1 | WK 2018 kwalificatie | 5.067 |
| 19                              | 5 juni 2018       | Litouwen – Letland           | 1 – 1 | Baltische Beker 2018 | 1.000 |
| 20                              | 7 september 2018  | Litouwen – Servië            | 0 – 1 | UEFA Nations League  | 4.378 |
| 21                              | 11 oktober 2018   | Litouwen – Roemenië          | 1 – 2 | UEFA Nations League  | 2.279 |
| 22                              | 14 oktober 2018   | Litouwen – Montenegro        | 1 – 4 | UEFA Nations League  | 1.515 |
| 23                              | 7 juni 2019       | Litouwen – Luxemburg         | 1 – 1 | EK 2020 kwalificatie | 3.263 |
| 24                              | 7 september 2019  | Litouwen – Oekraïne          | 0 – 3 | EK 2020 kwalificatie | 5.067 |
| 25                              | 10 september 2019 | Litouwen – Portugal          | 1 – 5 | EK 2020 kwalificatie | 5.067 |
| 26                              | 14 oktober 2019   | Litouwen – Servië            | 1 – 2 | EK 2020 kwalificatie | 2.787 |
| 27                              | 17 november 2019  | Litouwen – Nieuw-Zeeland     | 1 – 0 | Vriendschappelijk    | 1.832 |
| 28                              | 4 september 2020  | Litouwen – Kazachstan        | 0 – 2 | UEFA Nations League  | 0     |
| 29                              | 11 oktober 2020   | Litouwen – Wit-Rusland       | 2 – 2 | UEFA Nations League  | 963   |
| 30                              | 14 oktober 2020   | Litouwen – Albanië           | 0 – 0 | UEFA Nations League  | 696   |
| 31                              | 11 november 2020  | Litouwen – Faeröer           | 2 – 1 | Vriendschappelijk    | 0     |
| 32                              | 31 maart 2021     | Litouwen – Italië            | 0 – 2 | WK 2022 kwalificatie | 0     |
| 33                              | 1 juni 2021       | Litouwen – Estland           | 0 – 1 | Baltische Beker 2021 | 0     |
| 34                              | 2 september 2021  | Litouwen – Noord-Ierland     | 1 – 4 | WK 2022 kwalificatie | 1.612 |
| 35                              | 9 oktober 2021    | Litouwen – Bulgarije         | 3 – 1 | WK 2022 kwalificatie | 2.526 |
| 36                              | 12 oktober 2021   | Litouwen – Zwitserland       | 0 – 4 | WK 2022 kwalificatie | 1.806 |
| 37                              | 15 november 2021  | Litouwen – Koeweit           | 1 – 1 | Vriendschappelijk    |       |
| 38                              | 4 juni 2022       | Litouwen – Luxemburg         | 0 – 2 | UEFA Nations League  | 3.009 |
| 39                              | 7 juni 2022       | Litouwen – Turkije           | 0 – 6 | UEFA Nations League  | 2.843 |
| 40                              | 22 september 2022 | Litouwen – Faeröer           | 1 – 1 | UEFA Nations League  | 2.376 |
| Bijgewerkt op 25 september 2022 |                   |                              |       |                      |       |

## Afbeeldingen

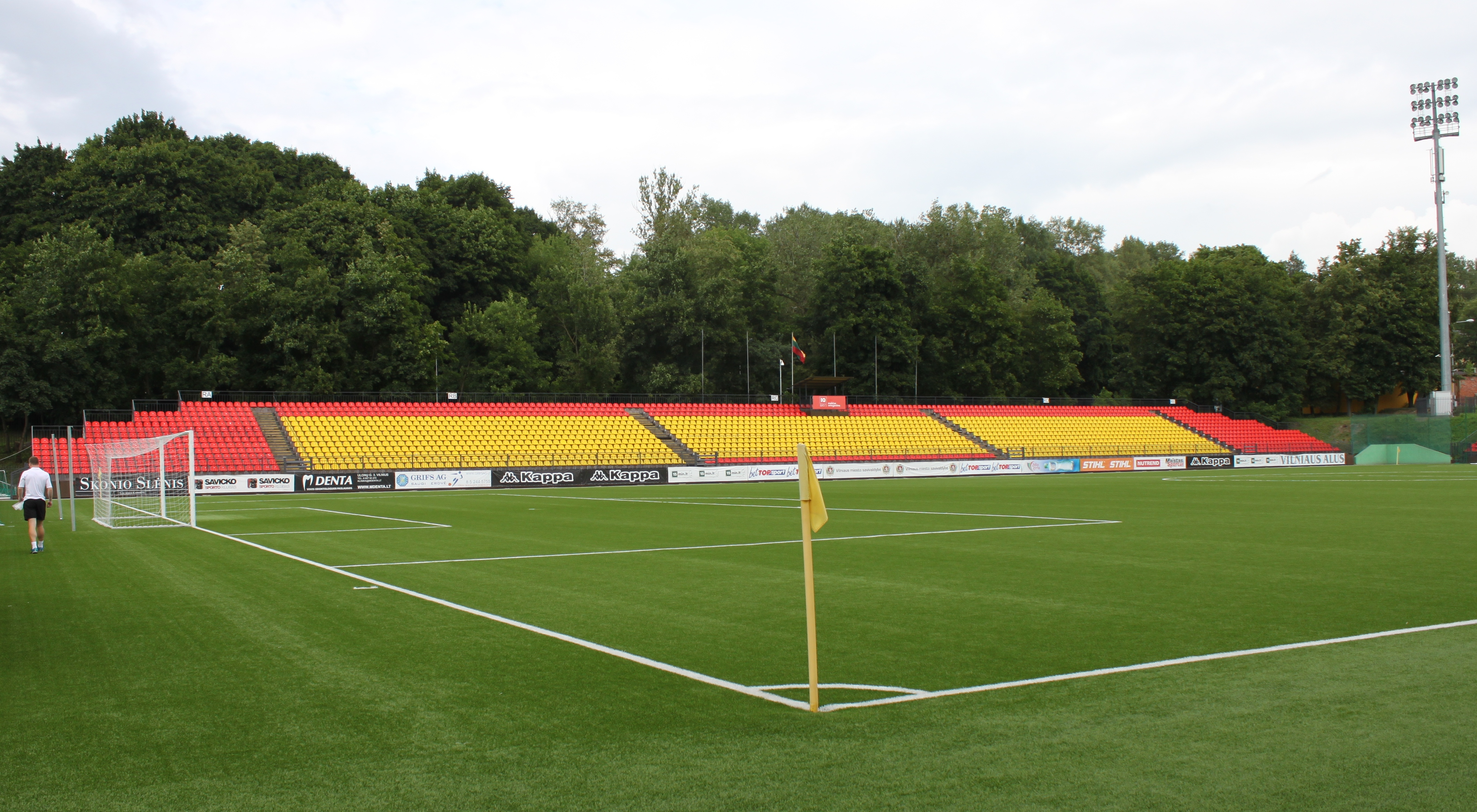
Oosttribune
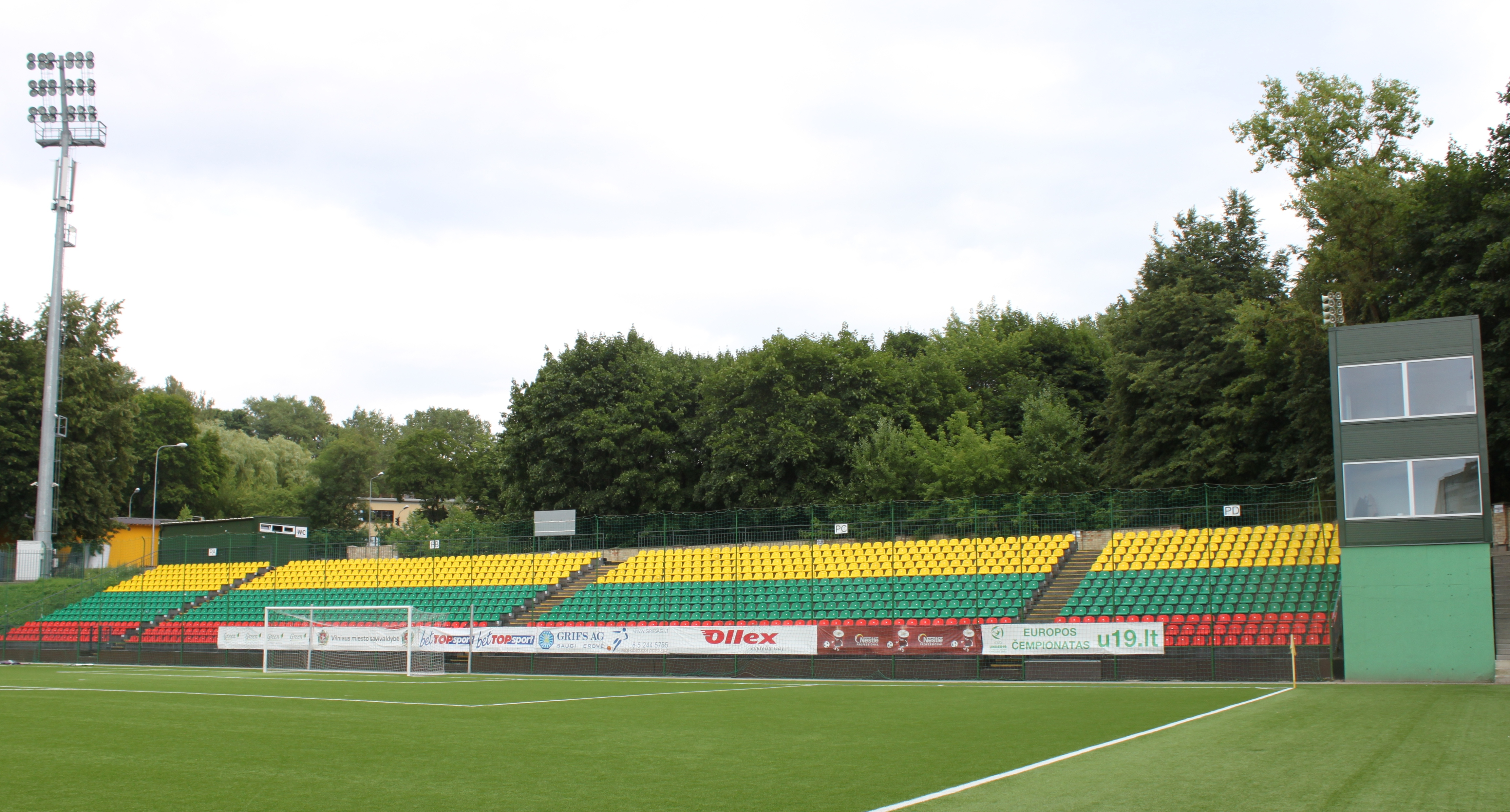
Zuidtribune
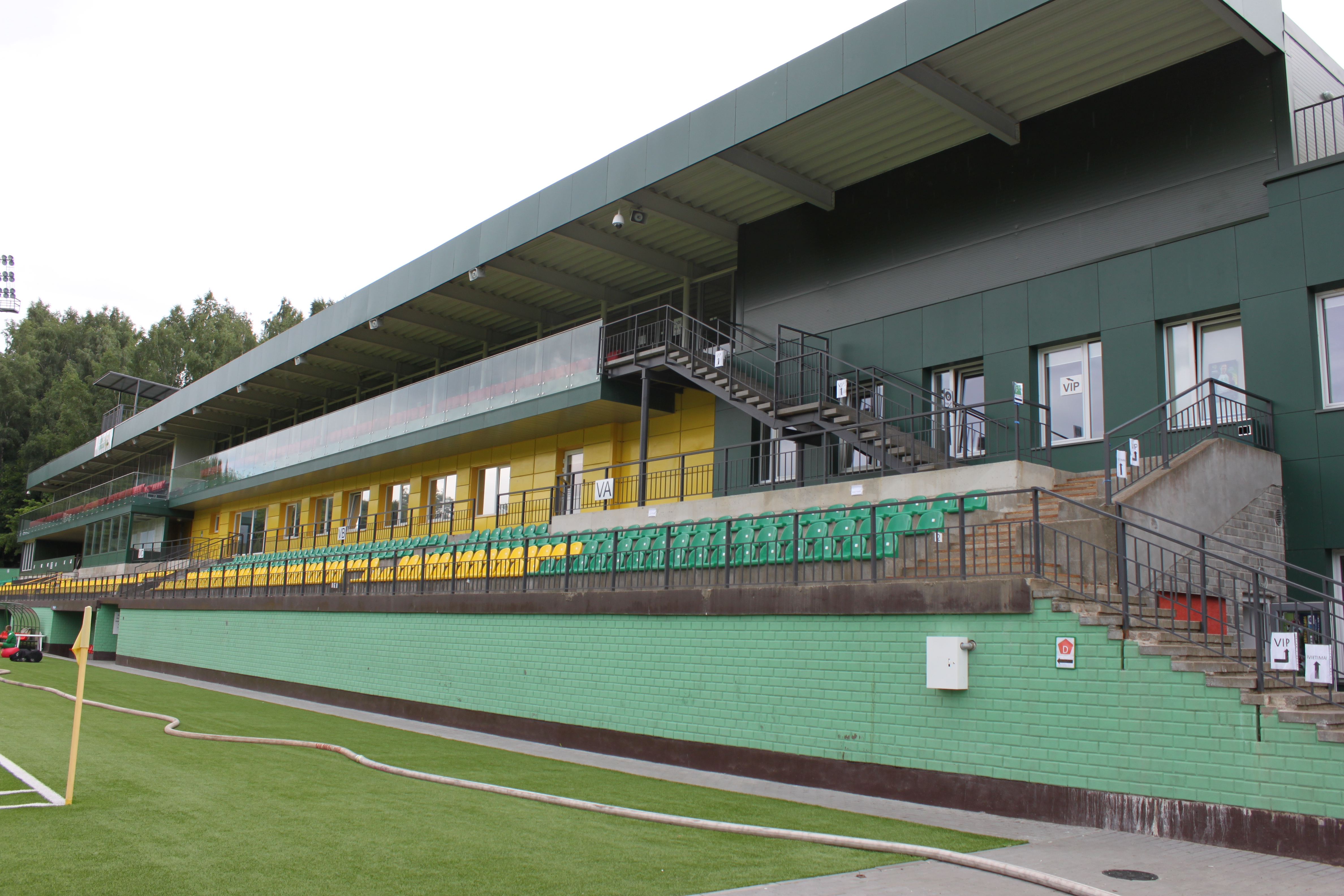
De enige overdekte tribune (vip-tribune)
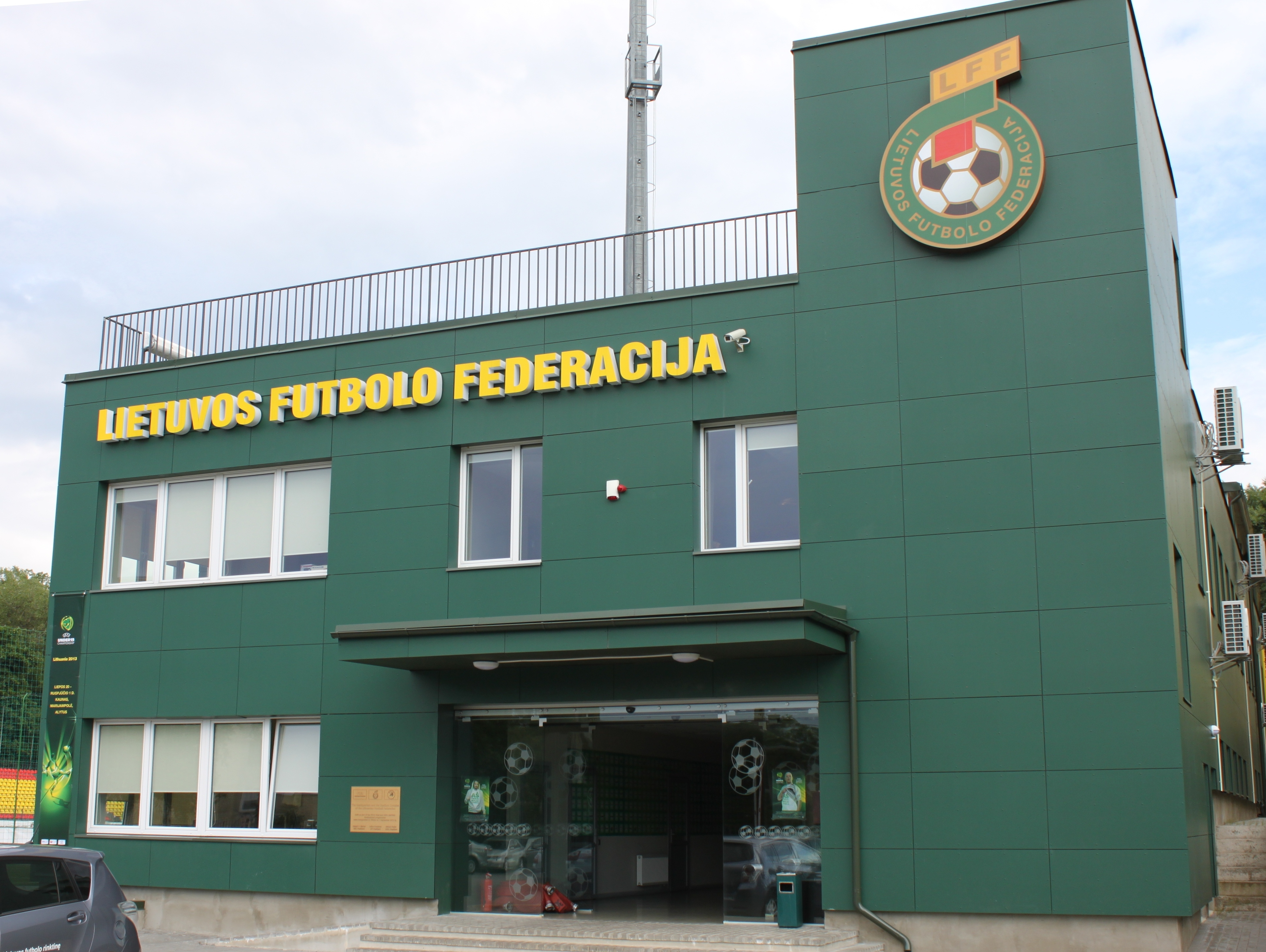
Kantoor van de LFF

A Lyga:
Arvi arena (Sūduva Marijampolė) ·
Aukštaitijastadion (FK Ekranas Panevėžys) ·
Centraalstadion (Atlantas Klaipėda) ·
Gargždaistadion (FK Klaipėdos Granitas, FK Banga Gargždai) ·
LFF-stadion (FK Riteriai, VMFD Žalgiris) ·
NFA-stadion (FK Kruoja Pakruojis) ·
Savivaldybėstadion (FK Šiauliai) ·
Stadsstadion Pakruojis (FC Stumbras)